# La Aurora (Sonora)
La Aurora es una localidad tipo congregación del municipio de Baviácora ubicada en el centro del estado mexicano de Sonora, cercana a la zona baja de la Sierra Madre Occidental y del paso del río Sonora por esa región. La congregación es la cuarta localidad más habitada del municipio, ya que según los datos del Censo de Población y Vivienda realizado en 2020 por el Instituto Nacional de Estadística y Geografía (INEGI), La Aurora tiene un total de 195 habitantes. Se encuentra asentada sobre la carretera federal 14 sobre el tramo Mazocahui–Baviácora, por dicha carretera la circula la ruta turística del Río Sonora.

## Geografía
La Aurora se ubica en el centro del estado de Sonora, al sur del territorio del municipio de Baviácora, sobre las coordenadas geográficas 29°32'45.999" de latitud norte y 110°07'59.999" de longitud oeste del meridiano de Greenwich, a una altura media de 504 metros sobre el nivel del mar.